# Marie Kopalová
Marie Kopalová, rozená Henn von Henneberg-Spiegel (16. dubna 1860 Hrzín – 30. ledna 1913 Hartenberg), celým jménem Maria Franziska Karolina Sophie svobodná paní Henn von Henneberg-Spiegel byla česká šlechtična a aktivistka za práva žen. Byla manželkou c. k. plukovníka Viktora Kopala a matkou Františky Kopalové. Užívala šlechtický titul baronka.

## Život

### Dědička panství Hřebeny a Josefov
Majitelka panství Hřebeny a Josefov Františka Antonie z Auerspergu určila jako svou dědičku neteř Marii. V roce 1882 jí vystrojila na Hartenbergu nákladnou svatbu. Marie byla provdána za c. k. plukovníka Viktora Kopala, se kterým pak na zámku spolu se svou tetou žila. Po smrti Františky Antonie v roce 1901 Marie panství zdědila.

### Obhajoba politických práv žen
V roce 1908 založila na katolickém dni v Rumburku českou zemskou pobočku Katholische Frauenorganisation. Vedení této organizace sestávalo ze šlechtičen. Svým křesťanskosociálním zaměřením organizace představovala určitý protipól ženskému hnutí vycházejícímu z měšťanských kruhů, které bylo spojováno především se sociálnědemokratickým politickým proudem.

### Další aktivity
Na začátku 20. století organizovala německo-české katolické dny v Chebu a působila v několika sdruženích (Umělecký spolek pro Čechy v Praze, Sdružení pro pěstování krajkového průmyslu v Rakousku, Německé pomocné sdružení pro Krajkovou a okolí).

### Rodina
Marie měla s Viktorem dceru Františku, která byla až do roku 1945 poslední šlechtickou majitelkou panství Hřebeny a Josefov.